# Săricică
Săricica (Salsola soda) este o plantă halofită din familia Chenopodiaceae, genul Salsola, originară din bazinul Mediteranei.

## Distribuție geografică
Arealul natural al plantei este extins în prezent, pe lângă bazinul Mediteranei, și la zonele de coastă ale Mării Negre, coasta atlantică a Franței și Portugaliei și coasta pacifică a Americii de Nord, existând dovezi și despre extinderea în America de Sud
. 
În SUA, săricica a devenit o specie invazivă, în special pe solurile saline din California
.